# Simon Schocken

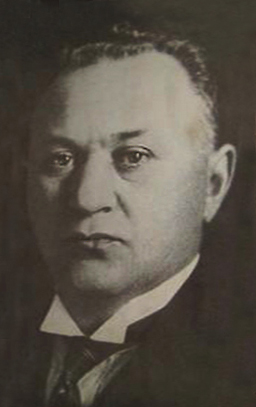
Porträtfoto von Simon Schocken aus den 1920er Jahren

Simon Schocken (* 22. November 1874 in Margonin; † 24. Oktober 1929 in Berlin) war deutsch-jüdischer Kaufhauspionier, Philanthrop, Bauherr und Gemeindevorsteher. Mit seinem Bruder Salman Schocken gründete er die Kaufhauskette Schocken. Der Schockenkonzern gehörte mit Tietz, Wertheim, Karstadt Ende der 1920er Jahre zu den größten Warenhäusern in Deutschland.

## Leben
Simon Schocken entstammte einer jüdischen Familie aus Posen. Seine Eltern waren der Kaufmann Isaac und dessen Frau Eva geborene Hermann. Simon wuchs mit sechs Geschwistern auf: Rosa, Ernestine (genannt Emma, verheiratete Hirsch), Hermann, Helene (genannt Lea, verheiratete Spiro), Joseph (genannt Julius) und Salman (genannt Schlomo).
Simon Schocken erhielt eine kaufmännische Ausbildung. Er lernte zunächst ein Jahr im elterlichen Betrieb und anschließend zwei Jahre in einem Textilgeschäft in Kyritz.
1894 bis 1896 leistete er seinen militärischen Dienst in Lübben beim Brandenburgischen Jäger-Bataillon Nr. 3 ab, das ihn zum Oberjäger beförderte. Während des Ersten Weltkrieges diente er ab 1914 als Zahlmeister.
1898 übernahm Simon Schocken die Leitung des Warenhauses von Julius Tietz in Braunschweig. Am 18. März 1901 wurde er persönlich haftender Gesellschafter des Kaufhauses der Gebrüder Julius und Moritz Ury in Zwickau. Wie die Familie Schocken stammten sie aus der Provinz Posen.
Simon Schocken war mit Rosa Ury, der Schwester von Moritz und Julius Ury, verheiratet und hatte mit ihr zwei Töchter, Eva (Februar bis Dezember 1904) und Hanna (1906–1973). Aus zwei weiteren Beziehungen gingen die Töchter Gerda und Herta hervor. Hertas Sohn Peter Mettmann war der Initiator einer 2021 erschienenen Biografie über seinen Großvater Simon Schocken.
Am 21. Oktober 1904 eröffneten die Brüder Simon und Salman ihr erstes Kaufhaus Schocken in Oelsnitz im Erzgebirge. 1906 wurde das Kaufhaus der Gebrüder Ury in Zwickau von Simon Schocken allein übernommen. Noch im gleichen Jahr gründete er mit seinem Bruder Salman die Inh Schocken und Söhne Einkaufszentrale (I. Schocken Söhne Zwickau OHG), die 1921 in eine Kommanditgesellschaft auf Aktien umgewandelt wurde. In den Folgejahren eröffneten die Brüder Schocken viele Filialen und Kaufhäuser, unter anderem in Großstädten wie Nürnberg und Stuttgart.
Die Brüder Schocken entwickelten standardisierte, hochwertige und preiswerte Waren für bürgerliche bis unterbürgerliche Schichten und die Angestelltenschaft und schufen mit ihren 19 Warenhäusern eine unverwechselbare Warenhausarchitektur (Außenfassade und Innenräume) als ästhetischen Blick- und Treffpunkt in den Städten. In dem Unternehmerduo war Simon Schocken der Seniorchef, ein innovativer Praktiker, der die Einkaufswelt im Warenhaus neu gestaltete und ständig verbesserte. Gemäß seiner humanistischen Gesinnung verfolgte er in den Schocken-Warenhäusern eine arbeitnehmerfreundliche Personal- und Weiterbildungspolitik.

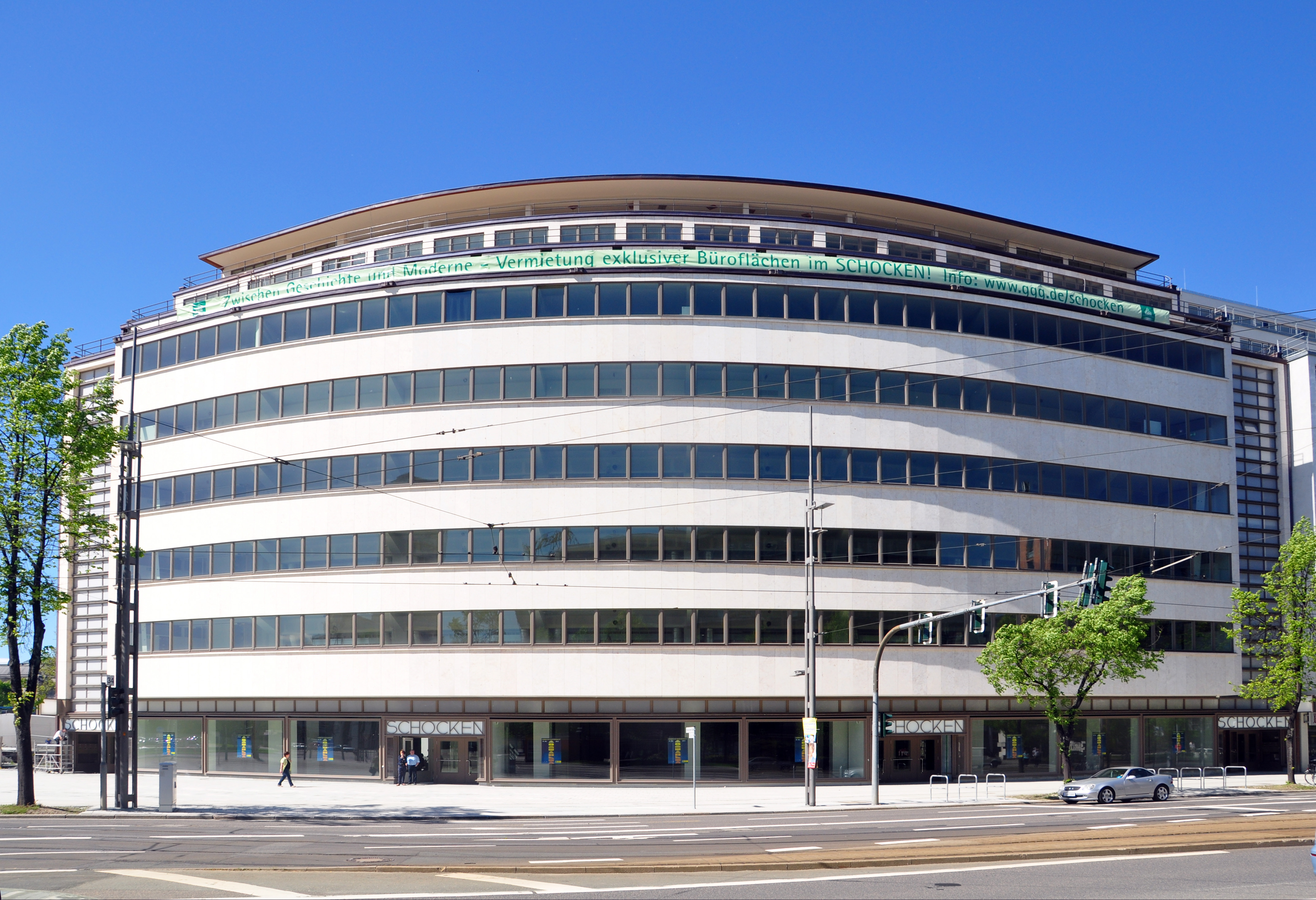
Ehemaliges Kaufhaus Schocken in Chemnitz

Als Auftraggeber und Bauherr schuf Simon Schocken mit Erich Mendelsohn die wegweisende Gestaltung von Kaufhausbauten, die in Nürnberg, Stuttgart, Chemnitz einen unverwechselbaren Ausdruck fanden. Das in Chemnitz erhaltene Kaufhaus beheimatet heute das Staatliche Museum für Archäologie Chemnitz. Weitere Häuser sind u. a. in Oelsnitz/Erzgeb. in der Meinertstraße 18 und in Wałbrzych (Waldenburg/Schlesien) erhalten.
Als einer der bekanntesten Warenhaus-Unternehmer in Deutschland gehörte er dem leitenden Ausschuss des Verbandes Deutscher Waren- und Kaufhäuser an. Außerdem war er Mitglied des Deutschen Werkbunds und Mitglied der DDP.
Als unumstrittener Wortführer der Zwickauer Juden wurde Simon Schocken 1911 zum Gemeindevorsteher (erster Vorsitzender) der Israelitischen Gemeinde in Zwickau gewählt, eine Position, die er bis zu seinem Tod 1929 ausfüllte.
Er unterstützte das Tauben- und Taubblindenheim in Zwickau (heute Hermann-Gocht-Haus), stiftete das Mobiliar und gab den Heimbewohnern Aufträge für handwerkliche Arbeiten, die er in seinen Geschäften verkaufte. Das Heim für Behinderte in Marienthal erhielt von ihm großzügige finanzielle Zuwendungen.
Nach dem Ersten Weltkrieg war Simon Schocken Förderer sozialer Projekte, wie der Unterstützung von Kriegsversehrten und Strafentlassenen.
1925 eigentlich für seine Tochter Hanna gekauft, war er 1927 Gründer einer Landwirtschaftsschule und Großgärtnerei, dem Gut Winkel südlich von Spreenhagen, das zu einer Lehrstätte für jüdische Jugendliche ausgebaut wurde und das sein Bruder Salman nach seinem Tod fortführte.
Simon Schocken spendete anlässlich des 25-jährigen Firmenjubiläums 50.000 Reichsmark zur Errichtung von fünf Doppelhäusern für tuberkulosegefährdete Familien. Die Stadt Zwickau beteiligte sich mit dem gleichen Betrag.
Er war Förderer und Gestalter der Zwickauer Siedlung Weißenborn. Hier entstanden in den 1920er Jahren Wohnhäuser in einer von Schocken entwickelten modernen Bauweise. Die Häuser wurden von den Bewohnern in Selbsthilfe, d. h. weitgehend gemeinsam in Eigenleistung, gebaut. In einem der Häuser wohnten 2008 die Mitglieder einer neonazistischen terroristischen Vereinigung, des sogenannten Nationalsozialistischen Untergrunds, darunter die Rechtsextremistin Beate Zschäpe, die darin am 4. November 2011 laut Haftbefehl „eine brennbare Flüssigkeit (verschüttete) und entzündete“, wodurch es zu einer Verpuffung kam. Das Haus wurde später abgerissen.
Schocken entwarf auch die Trauerhallen der Jüdischen Friedhöfe in Zwickau (1907), Wesermünde (1926) und Landsberg an der Warthe (1928).
Simon Schocken starb am 24. Oktober 1929 an den Folgen eines Verkehrsunfalls und wurde in Berlin-Weißensee auf dem Adass-Jisroel-Friedhof der Israelitischen Synagogen-Gemeinde zu Berlin beigesetzt.

## Ehrungen

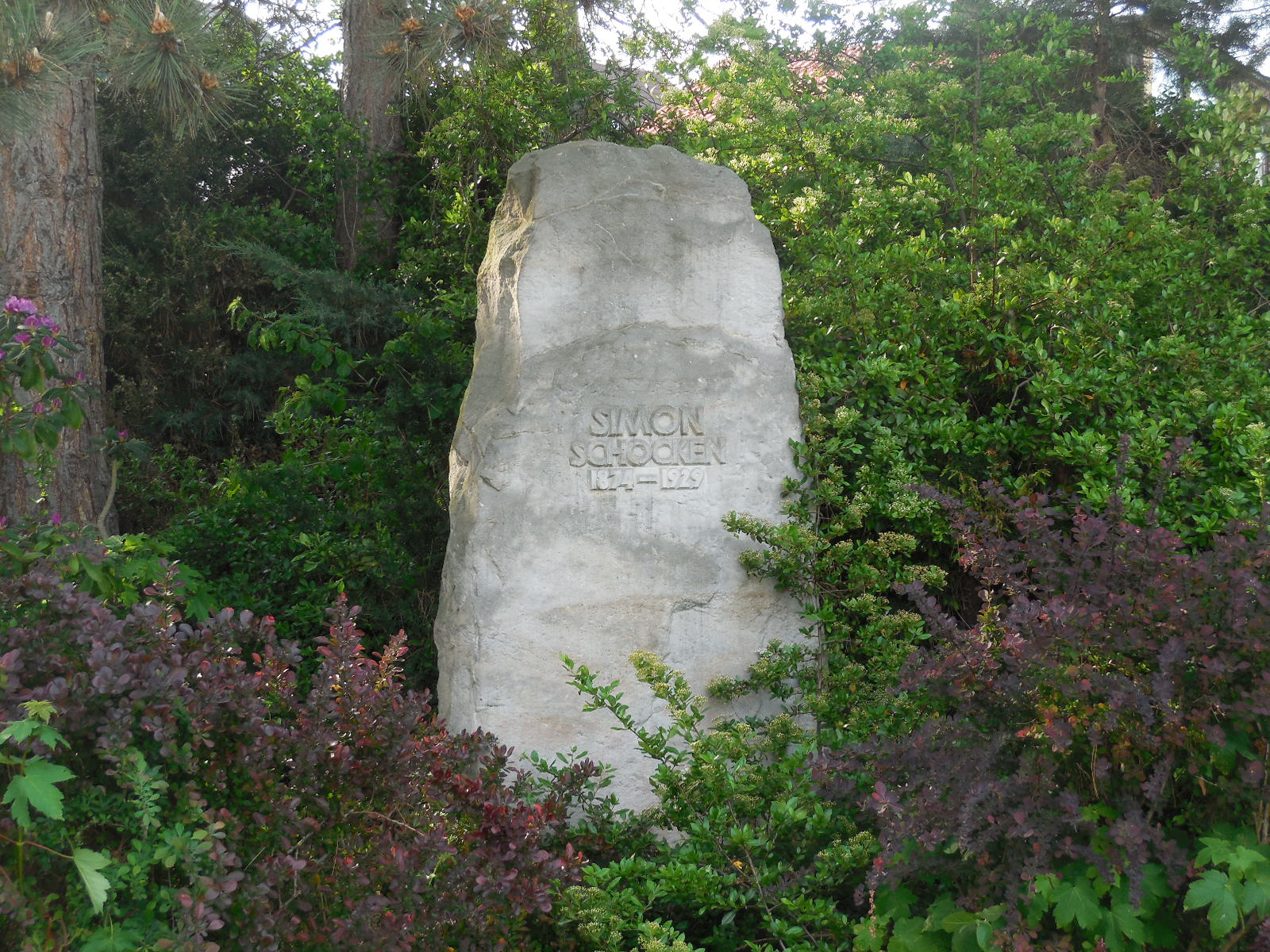
Simon-Schocken-Gedenkstein in Zwickau

- Im Zwickauer Stadtteil Weißenborn befindet sich an der Buswendeschleife ein Simon-Schocken-Platz (Erstnennung 1932), der 1933 namenlos wurde und am 22. November 1990 mit dem heutigen Gedenkstein zu seinen Ehren vom damaligen Zwickauer Oberbürgermeister Rainer Eichhorn neu eingeweiht und benannt wurde.[11]

## Schriften
- Siedlung durch Selbsthilfe. Ein Vorschlag zur Schaffung von Siedlungs-Häusern zu erschwinglichen Mietpreisen. Ernst Oldenburg Verlag, Leipzig 1925